# Sindrom sistemskog inflamatornog odgovora
Sindrom sistemskog inflamatornog odgovora (SIRS) prošireni je inflamatorni odgovor organizma na različite teške kliničke povrede. Naime kako pored termina sepsa, koji se odnosi na klinički odgovor organizama na prisustvo infekcije, postoji i sličan, ili čak identičan odgovor organizma koji može nastati i u odsustvu infekcije, uveden je termin sindrom sistemskog inflamatornog odgovora (SIRS), bez obzira na uzrok.
Gubitak lokalne kontrole infekcije ili prekomerno aktivirana reakcija uzrokuju sistemske simptome koji predstavljaju sindrom sistemskog inflamatornog odgovora. Bakterijska sepsa i septički šok su rezultat prekomerne produkcije zapaljenskih medijatora kao posledice interakcije imunskog sistema sa bakterijama i komponentama ćelijskog zida bakterija.

## Istorija
Sindrom sistemskog inflamatornog odgovora (енгл. systemic inflammatory response syndrome (SIRS)) — kao mediciinski termin uveden je u kliničku praksu 1992. godine na konferenciji Američkog udruženja za grudnu hirurgiju (енгл. American College of Chest Physicians) i Društva specijalista za intenzivnu terapiju (енгл. Society of Critical Care Medicine) u Čikagu, koji se odnosi na opšti inflamatorni odgovor u telu kao reakcija na teške poremećaje, bez obzira na lokalizaciju. Proces nastaje uz posredovanje zapaljenskih medijatora i učešće gotovo svih telesnih sistema.
Na Internacionalnoj konferenciji o definicijama sepse, koja je održana 2001. godine došlo se do zaključka da su sadašnji koncepti sepse i njenih komplikacija korisni za kliničare i istraživače, ali ne omogućavaju precizno utvrđivanje prirode odgovora organizma na infekciju. Kako su dijagnostički kriterijumi SIRS-a previše senzitivni i nespecifični, tada je predložen PIRO, koncept čiji se akronim sastoji od sledećih elemenata: 
P – predispozicija,
I – insult (infekcija, trauma),
R – response, odgovor organizma (medijatori inflamacije),
O – organ dysfunction, disfunkcija organa koja čini MODS (sindrom multiple organske disfunkcije).

## Etiologija
Zapaljenjski odgovor tela na prodor infekcije u organizam, opsežne traume, nekrozu tkiva, opekotine nastaje po ustaljenim principima. Ova reakcija je prilagodljiva funkcijama tela i ima za cilj uništenje agensa koji je izazvao proces i povraćaj oštećenih tkiva u prvobitno stanje. 
Uzroci sindrom sistemskog inflamatornog odgovora mogu biti infektivni agensi, kao i neinfektivni koji obuhvataju traumu tkiva, pankreatitis, opekotine, ishemiju, hemoragički šok, oštećenje tkiva izazvano imunskim mehanizmima, egzogenom primenom medijatora inflamacije (npr. citokina).

## Klinički pokazatelji
Ako je sindrom sistemskog inflamatornog odgovora uzrokovan dokumentovanom infekcijom ili postojanjem sumnje na nju, tada govorimo o postojanju sepse.
Klinički, sindrom sistemskog inflamatornog odgovora se prepoznaje kada postoje dva ili više pokazatelja glavnih kliničkih simptoma:
- Temperatura veća od 38°C (hipertermija) ili manja od 36°C (hipotermija),
- Srčana frekvenca veća od 90/min (puls > 90 udara/min ili > 2 SD iznad normalnog pulsa za dob)
- Tahipnea (> 20 udaha/minut ili arterijski pCO2 < 4,2 kPa)
- Leukocitoza (broj leukocita > 12.000 mm3) ili leukopenija (broj leukocita < 4.000 mm3) ili > 10% nezrelih formi.[6]

U sepsi postoje i neka od sljedećih stanja:
- Akutno oštećenje funkcije barem jednog organskog sistema
- Izmijenjen mentalni status (snižen Glazgov koma skor > 2 boda)
- Poremećaj gasne razmene ili akutni respiratorni distres sindrom (odnos PaO2/FiO2 < 300)
- Hipotenzija (sistolni krvni pritisak < 90mmHg ili pad za > 40 mmHg refrakteran na terapiju tečnostima)
- Metabolička acidoza/laktatna acidoza
- Značajni edemi ili pozitivan balans tečnosti (> 20 ml/kg tokom 24 h)
- Hiperglikemija (nivo glukoze u plazmi > 7,7 mmol/l) u odsustvu šećerne bolesti

## Dijagnostički kriterijumi
Za dijagnostikovanje sindrom sistemskog inflamatornog odgovora sepse i za potvrdu dijagnoze sepse koriste se, uz kliničke, inflamatorni, hemodinamski kriterijumi, kao i kriterijumi tkivne hipoperfuzije i organske disfunkcije (prikazani na tabeli)
| Kriterijumi             | Pokazatelji |
| ----------------------- | --- |
| Inflamatorni            | - Leukocitoza (leukociti > 12.000/ml) ili leukopenija (leukociti < 4.000/ml); ili normalan broj leukocita uz > 10% nezrelih formi - CRP > 2 SD u odnosu na normalnu vrednost - Prokalcitonin > 2 SD u odnosu na normalnu vrednost. |
| Hemodinamski            | - Arterijska hipotenzija (sistolni pritisak < 90 mm Hg; medijalni arterijski pritisak < 70 mm Hg (ili smanjenje sistolnog pritiska > 40% kod odraslih, odnosno < 2 SD od normalnog za dob). |
| Organske disfunkcije    | - Arterijska hipoksemija (PaO2/FiO2<300) - Akutna oligurija (diureza < 0,5 ml/kg/h ili 45 ml u toku dva sata, uprkos adekvatnoj nadoknadi tečnosti; - Porast kreatinina > 0,5mg/dl ili 44,2 mikro mol/l - Poremećaj koagulacije (INR > 1,5 ili aPTT > 60 sec) - Ileus (odsustvo peristaltike); - Koagulopatija (trombociti <80.000/mm3 ili 50% pad u toku 48h; INR > 2,0; PTT > 1,5% kontrole uz povišene fibrin degradacione produkte) - Hiperbilirubinemija (totalni bilirubin > 4 mg/dl ili 70 miko mol/l). |
| Za tkivnu hipoperfuziju | - Hiperlaktatemija (iznad gornje granice referentne vrednosti) - Usporeno kapilarno punjenje (duže od dve sekunde) |

## Komplikacije
Najčešća komplikacija sindroma sistemskog inflamatornog odgovora su razvoj disfunkcije organskih sistema. Tako mogu nastati: 
Sindrom respiratornog distresa odraslih (ARDS),
Šok,
Bubrežna i jetrena insuficijencija,
Sindrom multiple organske disfunkcije (MODS)
MODS predstavlja dinamičan proces razvoja poremećaja funkcije organa kod kritično obolelih, koji ima faznu evoluciju. Multi-organska disfunkcija (MOD)označava tako promijenjene funkcije organa kod akutno bolesnih pacijenata da se homeostaza u organizmu obolele osobe ne može održati bez intervencije. Ona može biti:
- Primarna MODS, kao posledica jasno definisanog oštećenja, nastaje rano i može se direktno pripisati oštećenju, npr. akutna bubrežna insuficijencija zbog rabdomiolize)
- Sekundarna MODS, kao disfunkcija organa koja nije direktni odgovor na neko oštećenje, nego je posledica odgovora organizma.

U kontekstu definicije sepse i SIRS-a, MODS predstavlja najteži završetak spektra teške bolesti koja se karakteriše SIRS-om ili sepsom.